# Красна площа (Луганськ)

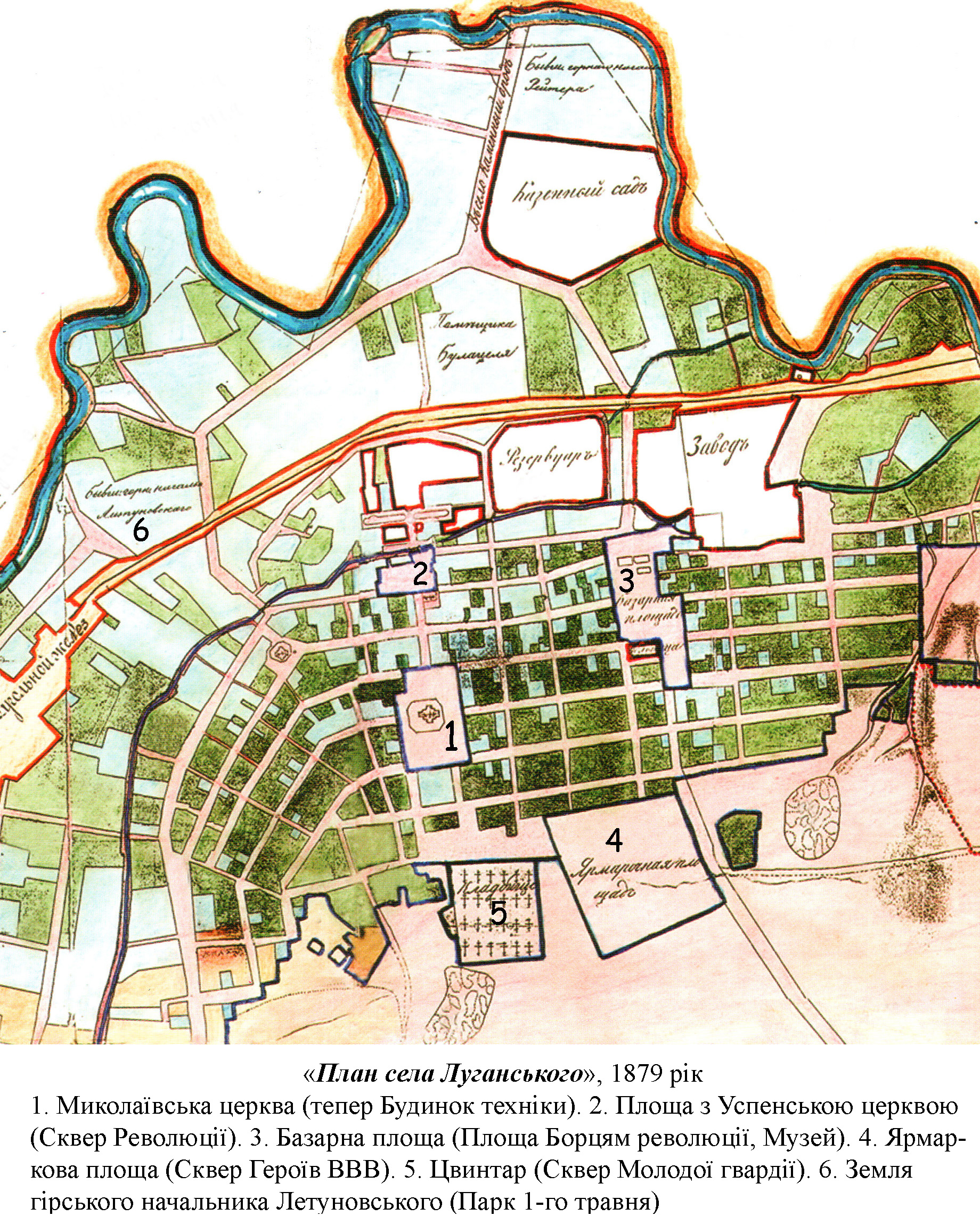
«План села Луганського», 1879 р. (Миколаївська церква та Соборна площа позначена цифрою 1)

Красна площа (раніше Соборна та Миколаївська) — площа у Ленінському районі міста Луганськ. Знаходиться в історичній частині міста. Свою історичну назву площа отримала від Свято-Миколаївського собору, зруйнованого більшовиками в 1935 році. В 1950-х роках на місці собору було споруджено Будинок техніки, який нині належить Інституту культури ЛНУ ім. Т. Шевченка. Крім того на площі розташований інший ВНЗ — Луганський державний інститут культури та мистецтв. У сквері на площі розташований бюст Олександра Молодчого. Була центральною площею до появи площі Героїв Великої Вітчизняної війни, тобто до 1950-х років.

## Історія
Історія площі починається в 1840 році, коли почали зводити на місці Святомиколаївський собор. Церкву збудували через рік, а площу стали називати Соборною.
В кінці ХІХ століття на вулиці Банковій була побудована архітектурна пам'ятка та перша чотириповерхівка міста будинок Васньова.
В 1918 році після приходу Жовтневої революції та більшовиків площа була перейменована на Красну площу та служила, як місце формування робочих дружин, які захищали місто від білогвардійців, що були на Гострій Могилі.
В 1929 році було рішення закрити церкву і 13 грудня того року була закрита. На місці площі було сплановано звести Музей Революції та сквер з бюстами революціонерів, але фінанси не дозволили реалізувати плани. Тому церква стояла без служби до 1935 року, поки за проханням громадянів, було знесено і розібрано.
15 лютого 1943 року Красна площа стала місцезбору бійців, визволящих Луганск.
В 1950 році архітектор Олександр Шеремет запропонував на узвишші побудувати оперний театр, а на невеликій площі перед театром — встановити пам'ятник, присвячений обороні Луганску в 1919 році.
Замість оперного театру в 1951 році було вирішенно, з цілі підвищити кваліфікаціюю шахтарів, збудувати Будинок Техніки. Роботи були завершені в 1953 році до Дня шахтаря, а ввели в експлуатацію 31 грудня того ж року.
Разом з будинком був зроблений сквер ім. М. Матусовського, який спадає до вулиці Шевченка з террасами, з'єднанами гранітними сходами. А на другій террасі побудовний фонтан, який розташовується на місці знесеного Святомиколаївського собора.
В 1980-і роки під фонтаном та робочим випадково були найдени похоронення в фамільних склепах. Зі знахідкою працювали археологи та робітники музеїв міста.
В 2004 году в сквері ім. М. Матусовського перед інститутом була встановлена скульптурна композиція «Свято муз», а в 2006 році відкритий пам'ятник Михайлу Матусовському.